# Reinhard Pohanka
Reinhard Pohanka (* 1954 in Wien) ist ein österreichischer Archäologe und Sachbuchautor.
Er studierte zunächst Medizin, Psychologie und Ethnologie, ab 1975 Klassische Archäologie und Alte Geschichte an der Universität Wien und wurde 1981 promoviert. Danach war er an Forschungsprojekten im Iran für die Österreichische Akademie der Wissenschaften beteiligt. 1984 wurde er Kurator für mittelalterliche Geschichte und Archäologie am Historischen Museum der Stadt Wien, wo er an verschiedenen Ausstellungen beteiligt war. Als Fachbuchautor schreibt er vor allem Werke zu geschichtlichen und kulturgeschichtlichen Themen, einige Werke befassen sich mit der Stadtgeschichte Wiens. Im Ruhestand lebt er als freier Autor derzeit in Mödling bei Wien.

## Veröffentlichungen (Auswahl)
- Die eisernen Agrargeräte der römischen Kaiserzeit in Österreich. Dissertation Universität Wien 1981.
- Bibliographie des Iran. Bach den Büchern mit iranistischen Themen in der Österreichischen Nationalbibliothek, der Bibliothek der Universität Wien und der Bibliothek der Österreichischen Akademie der Wissenschaften. Verlag der Österreichischen Akademie der Wissenschaften, Wien 1985.
- Burgen und Heiligtümer in Laristan, Südiran: Ein Surveybericht. Verlag der Österreichischen Akademie der Wissenschaften, Wien 1986.
- Hinter den Mauern der Stadt. Eine Reise ins mittelalterliche Wien. Herold, Wien 1987.
- Pikant und galant. Erotische Photographie 1850–1950 aus der Sammlung Viktor Kabelka. Jugend und Volk, Wien 1990.
- Räuber, Mörder, Kindsverderber ... Eine Kriminalgeschichte Wiens. Jugend und Volk, Wien 1991.
- Das römische Wien. Pichler Verlag, Wien 1997.
- Eine kurze Geschichte der Stadt Wien. Böhlau, Wien 1998.
- Stadt unter dem Hakenkreuz. Wien 1938 bis 1945. Picus Verlag, Wien 2001.
- Pflichterfüller. Hitlers Helfer in der Ostmark. Picus Verlag, Wien 2001.
- Die Herrscher und Gestalten des Mittelalters. Marixverlag, Wiesbaden 2006.
- Die Völkerwanderung. Marixverlag, Wiesbaden, 2008.
- Dokumente der Freiheit. Marixverlag, Wiesbaden 2009.
- Teuflisches Österreich. Geschichten aus einem höllischen Land. Kral, Berndorf 2011.
- Das Rittertum. Marixverlag, Wiesbaden 2011.
- Das große Buch der Heiligen und Seligen Österreichs und Südtirols. Tyrolia, Innsbruck/Wien 2011, ISBN 978-3-7022-3140-8.
- Die Römer. Kultur und Geschichte. Marixverlag, Wiesbaden 2012, ISBN 978-3-86539-963-2.
- Tatzelwurm und Donauweibchen. Österreichs Naturgeister und Sagengestalten. Amalthea, Wien 2013, ISBN 978-3-85002-823-3.
- Alzheimer – Demenz: Therapien, wichtige Adressen, Unterstützung. Verlagshaus der Ärzte, Wien 2013, ISBN 978-3-99052-071-0.
- Das Byzantinische Reich. Marixverlag, Wiesbaden 2013, ISBN 978-3-86539-972-4.
- Die Urgeschichte Europas. Marixverlag, Wiesbaden 2014, ISBN 978-3-86539-996-0.
- Das Osmanische Reich. Marixverlag, Wiesbaden 2016, ISBN 978-3-7374-1002-1.